# NGC 3282
NGC 3282 is een lensvormig sterrenstelsel in het sterrenbeeld Waterslang. Het hemelobject werd op 5 mei 1886 ontdekt door de Amerikaanse astronoom Lewis A. Swift.

## Synoniemen
- ESO 568-16
- MCG -4-25-13
- PGC 31129